# Lammar Wright junior
Lammar Wright junior (* 28. September 1927 in Kansas City, Missouri; † 8. Juli 1983 in Los Angeles) war ein US-amerikanischer Jazztrompeter.

## Leben und Wirken
Lammar Wright junior ist der Sohn des Trompeters Lammar Wright senior (1907–1973), der u. a. im Orchester von Cab Calloway spielte, und Bruder von Elmon Wright (1929–1984), der ebenfalls Trompeter war. Lammar Wright begann seine Karriere mit 16 Jahren im Orchester von Lionel Hampton. Er spielte in den folgenden Jahren bei Dizzy Gillespie, Charlie Barnet und Stan Kenton; außerdem in den frühen 1950er Jahren in den Begleitbands der Rhythm-and-Blues-Musiker Wynonie Harris und Esther Phillips. Als Studiomusiker arbeitete er auch für Otis Redding, The Coasters und zuletzt 1983 für Herbie Hancock (Future Shock).